# 2015年歐洲運動會白俄羅斯代表團
白俄羅斯預計將參加2015年6月12日至28日在亞塞拜然巴庫舉行的2015年歐洲運動會。

## 體操

### 競技體操
- 女子 – 3個參賽配額

### 韻律體操
白俄羅斯因為一位運動員於2013年歐洲韻律體操錦標賽的表現取得參賽配額。
- 個人 – 1個參賽配額

### 彈翻床
白俄羅斯因為兩位運動員於204年歐洲彈翻床錦標賽的表現取得參賽配額。 體操運動員將同時參加個人和雙人項目。
- 男子 – 2個參賽配額
- 女子 – 2個參賽配額